# Campeonato Neerlandés de Fútbol 1921-22
El Campeonato Neerlandés de Fútbol 1921/22 fue la 34.ª edición del campeonato de fútbol de los Países Bajos. Participaron 43 equipos divididos en cuatro divisiones. El campeón nacional sería determinado por un grupo final formado con los ganadores de las divisiones de fútbol del este, norte, sur y oeste. Go Ahead ganó el campeonato de este año.

## Nuevos participantes
Eerste Klasse Este:
- Promovido desde la 2ª división: Heracles

Eerste Klasse Norte:
- Promovido desde la 2ª división: Upright

Eerste Klasse Sur:
- Promovido desde la 2ª división: PSV Eindhoven

Eerste Klasse Oeste:
- Promovido desde la 2ª división: Feijenoord (regresa después de dos años de ausencia) y RCH

## Divisiones

### Eerste Klasse Este
| Pos | Equipo           | PJ | PG | PE | PP | GF | GC | Pts | DG  | Notas                                     |
| --- | ---------------- | -- | -- | -- | -- | -- | -- | --- | --- | ----------------------------------------- |
| 1   | Go Ahead         | 18 | 11 | 5  | 2  | 45 | 16 | 27  | +29 | Clasificado al grupo final por el título. |
| 2   | HVV Hengelo      | 18 | 8  | 5  | 5  | 33 | 22 | 21  | +11 |                                           |
| 3   | Heracles         | 18 | 9  | 3  | 6  | 27 | 21 | 21  | +6  |                                           |
| 4   | Koninklijke UD   | 18 | 7  | 6  | 5  | 35 | 25 | 20  | +10 |                                           |
| 5   | SC Enschede      | 18 | 8  | 3  | 7  | 33 | 22 | 19  | +11 |                                           |
| 6   | ZAC              | 18 | 6  | 4  | 8  | 27 | 34 | 16  | -7  |                                           |
| 7   | Quick Nijmegen   | 18 | 5  | 5  | 8  | 20 | 29 | 15  | -9  |                                           |
| 8   | Be Quick Zutphen | 18 | 4  | 6  | 8  | 26 | 38 | 14  | -12 |                                           |
| 9   | TSV Theole       | 18 | 5  | 4  | 9  | 21 | 35 | 14  | -14 |                                           |
| 10  | Vitesse          | 18 | 5  | 3  | 10 | 24 | 49 | 13  | -25 | Descendido a la segunda división.         |

PJ = Partidos jugados; PG = Partidos ganados; PE = Partidos empatados; PP = Partidos perdidos; GF = Goles a favor; GC = Goles en contra; Pts = Puntos; DG = Diferencia de goles

### Eerste Klasse Norte
| Pos | Equipo          | PJ | PG | PE | PP | GF | GC | Pts | DG  | Notas                                     |
| --- | --------------- | -- | -- | -- | -- | -- | -- | --- | --- | ----------------------------------------- |
| 1   | Be Quick 1887   | 18 | 16 | 2  | 0  | 89 | 16 | 34  | +73 | Clasificado al grupo final por el título. |
| 2   | Velocitas 1897  | 18 | 13 | 0  | 5  | 63 | 28 | 26  | +35 |                                           |
| 3   | Achilles 1894   | 18 | 8  | 7  | 3  | 31 | 22 | 23  | +9  |                                           |
| 4   | WVV Winschoten  | 18 | 11 | 1  | 6  | 45 | 38 | 23  | +7  |                                           |
| 5   | LAC Frisia 1883 | 18 | 9  | 3  | 6  | 34 | 20 | 21  | +14 |                                           |
| 6   | Veendam         | 18 | 8  | 3  | 7  | 24 | 26 | 19  | -2  |                                           |
| 7   | MVV Alcides     | 18 | 5  | 4  | 9  | 23 | 44 | 14  | -21 |                                           |
| 8   | Upright         | 18 | 3  | 3  | 12 | 16 | 41 | 9   | -25 |                                           |
| 9   | GSAVV Forward   | 18 | 2  | 4  | 12 | 15 | 47 | 8   | -32 |                                           |
| 10  | GVV Groningen   | 18 | 0  | 3  | 15 | 10 | 68 | 3   | -58 | Descendido a la segunda división.         |

PJ = Partidos jugados; PG = Partidos ganados; PE = Partidos empatados; PP = Partidos perdidos; GF = Goles a favor; GC = Goles en contra; Pts = Puntos; DG = Diferencia de goles

### Eerste Klasse Sur
| Pos | Equipo          | PJ | PG | PE | PP | GF | GC | Pts | DG  | Notas                                     |
| --- | --------------- | -- | -- | -- | -- | -- | -- | --- | --- | ----------------------------------------- |
| 1   | NAC             | 20 | 16 | 2  | 2  | 59 | 16 | 34  | +43 | Clasificado al grupo final por el título. |
| 2   | Willem II       | 20 | 13 | 4  | 3  | 44 | 21 | 30  | +23 |                                           |
| 3   | MVV Maastricht  | 20 | 13 | 1  | 6  | 40 | 21 | 27  | +19 |                                           |
| 4   | Bredania        | 20 | 11 | 3  | 6  | 36 | 14 | 25  | +22 |                                           |
| 5   | BVV Den Bosch   | 20 | 8  | 5  | 7  | 32 | 34 | 21  | -2  |                                           |
| 6   | RKVV Wilhelmina | 20 | 9  | 1  | 10 | 28 | 29 | 19  | -1  |                                           |
| 7   | NOAD            | 20 | 5  | 9  | 6  | 20 | 24 | 19  | -4  |                                           |
| 8   | SV DOSKO        | 20 | 7  | 2  | 11 | 23 | 46 | 16  | -23 |                                           |
| 9   | Velocitas       | 20 | 4  | 3  | 13 | 30 | 50 | 11  | -20 |                                           |
| 10  | PSV Eindhoven   | 20 | 3  | 3  | 14 | 23 | 50 | 9   | -27 |                                           |
| 11  | VVV Venlo       | 20 | 2  | 5  | 13 | 17 | 47 | 9   | -30 | Descendido a la segunda división.         |

PJ = Partidos jugados; PG = Partidos ganados; PE = Partidos empatados; PP = Partidos perdidos; GF = Goles a favor; GC = Goles en contra; Pts = Puntos; DG = Diferencia de goles

### Eerste Klasse Oeste
| Pos | Equipo              | PJ | PG | PE | PP | GF | GC | Pts | DG  | Notas                                     |
| --- | ------------------- | -- | -- | -- | -- | -- | -- | --- | --- | ----------------------------------------- |
| 1   | Blauw-Wit Amsterdam | 22 | 13 | 6  | 3  | 41 | 18 | 32  | +23 | Clasificado al grupo final por el título. |
| 2   | Feijenoord          | 22 | 12 | 3  | 7  | 44 | 30 | 27  | +14 |                                           |
| 3   | AFC Ajax            | 22 | 8  | 10 | 4  | 31 | 22 | 26  | +9  |                                           |
| 4   | HFC Haarlem         | 22 | 9  | 7  | 6  | 43 | 39 | 25  | +4  |                                           |
| 5   | VOC                 | 22 | 7  | 7  | 8  | 40 | 52 | 21  | -12 |                                           |
| 6   | HBS Craeyenhout     | 22 | 9  | 2  | 11 | 43 | 33 | 20  | +10 |                                           |
| 7   | DFC                 | 22 | 7  | 6  | 9  | 28 | 29 | 20  | -1  |                                           |
| 8   | UVV Utrecht         | 22 | 8  | 4  | 10 | 29 | 40 | 20  | -11 |                                           |
| 9   | HVV Den Haag        | 22 | 6  | 7  | 9  | 48 | 44 | 19  | +4  |                                           |
| 10  | RCH                 | 22 | 8  | 3  | 11 | 33 | 44 | 19  | -11 |                                           |
| 11  | De Spartaan         | 22 | 7  | 4  | 11 | 32 | 42 | 18  | -10 | Descendido a la segunda división.         |
| 12  | VVA                 | 22 | 6  | 5  | 11 | 32 | 51 | 17  | -19 | Descendido a la segunda división.         |

PJ = Partidos jugados; PG = Partidos ganados; PE = Partidos empatados; PP = Partidos perdidos; GF = Goles a favor; GC = Goles en contra; Pts = Puntos; DG = Diferencia de goles

### Grupo final por el título
| Pos | Equipo              | PJ | PG | PE | PP | GF | GC | Pts | DG | Notas                                                    |
| --- | ------------------- | -- | -- | -- | -- | -- | -- | --- | -- | -------------------------------------------------------- |
| 1   | Go Ahead            | 6  | 2  | 3  | 1  | 8  | 7  | 7   | +1 | Se requiere un desempate debido a la igualdad de puntos. |
| 2   | Blauw-Wit Amsterdam | 6  | 3  | 1  | 2  | 7  | 7  | 7   | 0  | Se requiere un desempate debido a la igualdad de puntos. |
| 3   | NAC                 | 6  | 3  | 0  | 3  | 10 | 10 | 6   | 0  |                                                          |
| 4   | Be Quick 1887       | 6  | 1  | 2  | 3  | 6  | 7  | 4   | -7 |                                                          |

PJ = Partidos jugados; PG = Partidos ganados; PE = Partidos empatados; PP = Partidos perdidos; GF = Goles a favor; GC = Goles en contra; Pts = Puntos; DG = Diferencia de goles

### Desempate por el título
| Equipo 1 | Resultado | Equipo 2            |
| -------- | --------- | ------------------- |
| Go Ahead | 1 – 0     | Blauw-Wit Amsterdam |

|                             |
| Campeón Go Ahead 2.° título |